# Aleuroduplidens carverae
Aleuroduplidens carverae là một loài côn trùng cánh nửa trong họ Aleyrodidae, phân họ Aleyrodinae.
Aleuroduplidens carverae được Martin miêu tả khoa học đầu tiên năm 1999.